# Bouchard

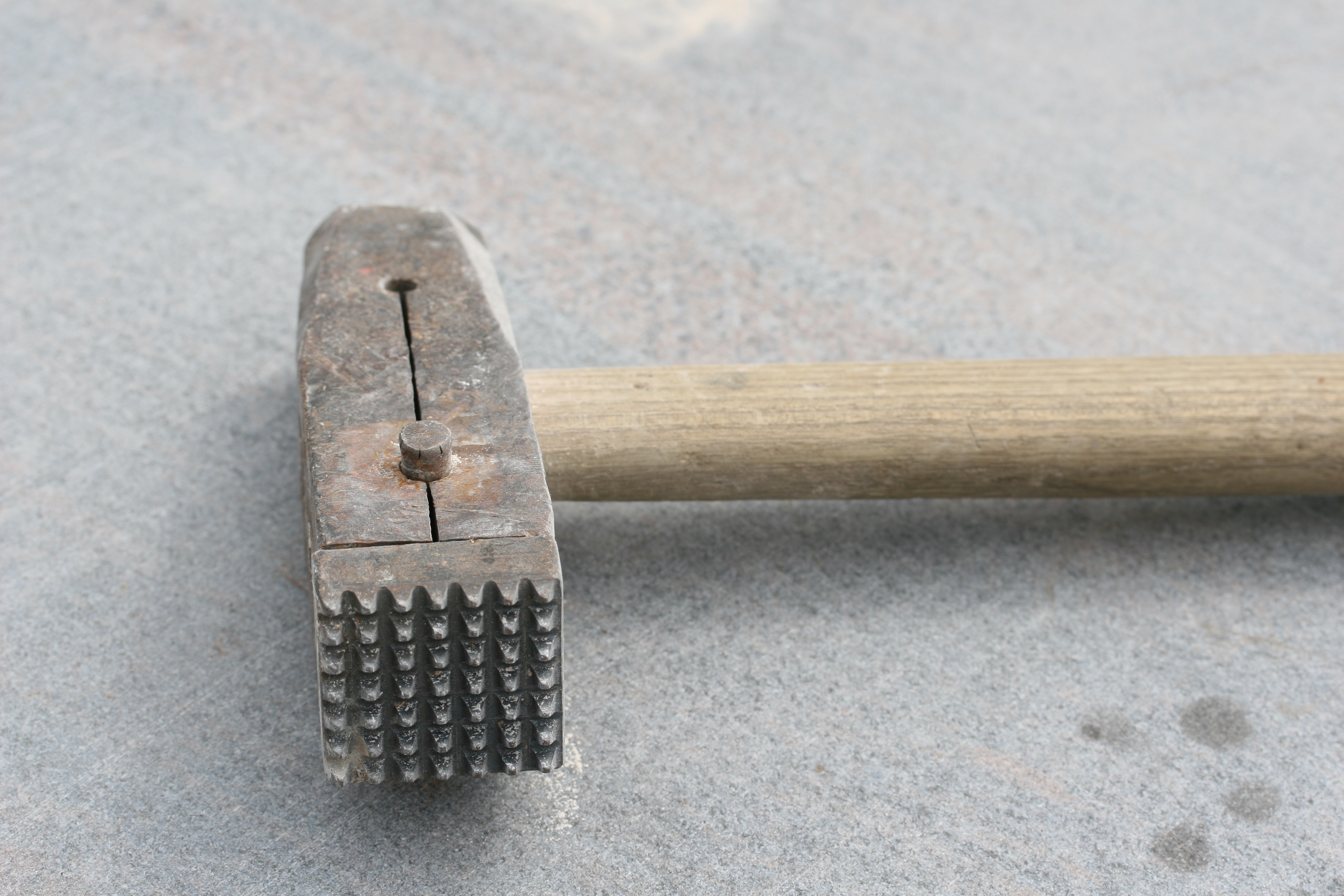
Een bouchardhamer

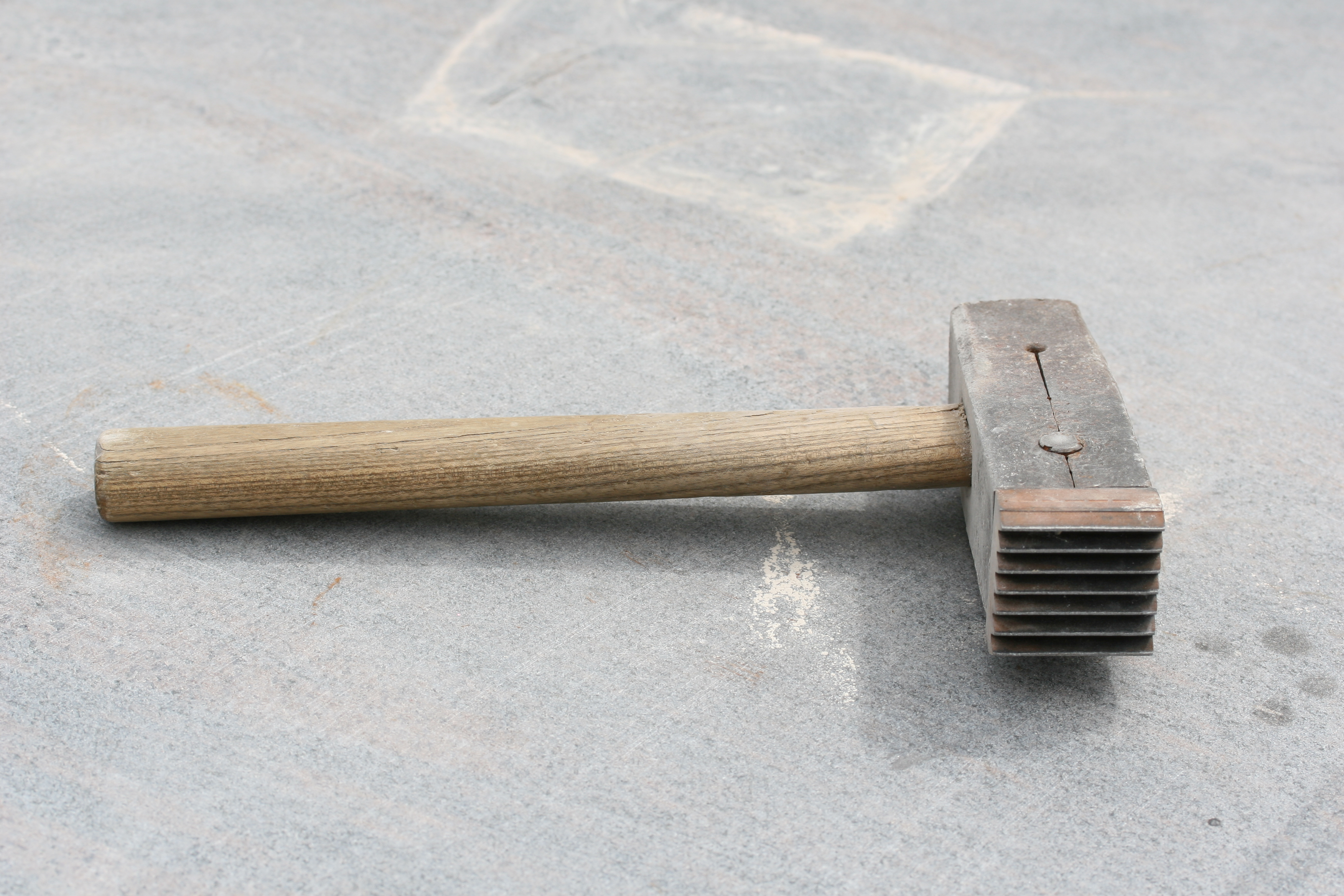
Een riffelhamer

Een bouchard is een stuk gereedschap in hamer- of beitelvorm, dat gebruikt wordt om natuursteen en beton mee te vlakken of er een ruwe oppervlaktestructuur aan te geven. Door molenaars wordt een dergelijke hamer een kneushamer genoemd en gebruikt om de molenstenen te vlakken.

## Bouchard
Een bouchard, of het nu een hamer- of beiteltype is, heeft gewoonlijk een vierkante kop met piramidevormige punten, hoewel er ook cilindervormige versies van bestaan. Met deze punten wordt het steenoppervlak vergruizeld en zo de steen ruwweg geëffend.
Bouchardhamers hebben gewoonlijk een stalen hamergedeelte met een verwisselbare bouchardkop van gehard staal, en een houten steel. Bouchardbeitels zijn er in gesmede versie en met hardmetalen tanden van wolfraamcarbide, en kunnen zowel pneumatisch als handmatig aangedreven worden.
Meestal worden de beitelkoppen aangeduid met het aantal punten, bijvoorbeeld 5 × 5 punten op een kop van 2 × 2 cm.
De herkomst van de naam is onduidelijk, maar in de Encyclopédie van Diderot van 1751 wordt al een stuk gereedschap met deze vorm en naam afgebeeld. Er zijn eerdere versies van dit gereedschap bekend: onder andere sinds de 17e eeuw en vermoedelijk ook in de Griekse oudheid werd een soortgelijk stuk gereedschap gebruikt.

## Riffelijzer
Een riffelijzer of riffelhamer, ook wel richelijzer, is te vergelijken met een bouchard, maar met dakvormige ribbels in plaats van afzonderlijke punten.

## Gebruik
De bouchard wordt gebruikt door steenhouwers, steenbeeldhouwers en restauratiebeeldhouwers bij de bewerking van natuursteen en bij de afwerking van beton. Een gebruikelijke werkwijze in het steenhouwen bij het hakken van een vlak is om het eerst ruw met een puntbeitel voor te hakken ('spitsen'), dan te boucharderen en vervolgens met andere beitels of schuurmachines af te werken tot een strak oppervlak. Als boucharderen als eindafwerking wordt gebruikt, dient het ruwe oppervlak dat verkregen wordt als een sierafwerking, om een oppervlak te verruwen (bijvoorbeeld bij traptreden) of om ongelijke sporen van eerdere bewerkingen te verdoezelen of te egaliseren. Bij al deze toepassingen is het zaak een egaal oppervlak te verkrijgen, zonder dat een herhaald patroon van de hamer- of beitelkop van de bouchard zich aftekent in de steen.
De koppen van de betonnen heipalen van een paalfundering werden voor een betere hechting gebouchardeerd voordat ze in de verdere constructie werden ingestort. Dit was echter een arbeidsintensieve handeling. Tegenwoordig worden de koppen hydraulisch afgehakt ('koppensnellen'), waarna de uit de paal stekende wapening wordt opgenomen in de funderingsbalk of -plaat. 
De bouchard wordt vooral toegepast op hardere steensoorten. Op zeer zachte kalkstenen werkt dit gereedschap niet; de tanden raken verstopt met steengruis en hebben geen effect. Op marmer moet het gebruik worden afgeraden, omdat de bouchard de steen tot enkele millimeters onder de oppervlakte kneust, waardoor zich bij naderhand polijsten doffe plekken aftekenen. Ook op zandsteen kan de bouchard beter niet worden toegepast. Door de loodrechte slagen op de steen wordt de samenhang van de steen verstoord, waardoor na verloop van tijd de 'huid' van de steen verkruimelt.
De eerste bouchards waren gemaakt van gereedschapsstaal met massief gesmede punten. Deze zijn nu vervangen door hamers met ingesoldeerde carbide inzetstukken die opnieuw kunnen worden geslepen. Een andere variant zijn bouchards met vervangbare metalen of hardmetalen vormplaten.
Tegenwoordig zijn elektrische handslijpmachines en stationaire aan de muur gemonteerde slijpmachines gebruikelijk die met speciaal gevormde slijpstenen gebouchardeerde steenoppervlakken kunnen creëren.

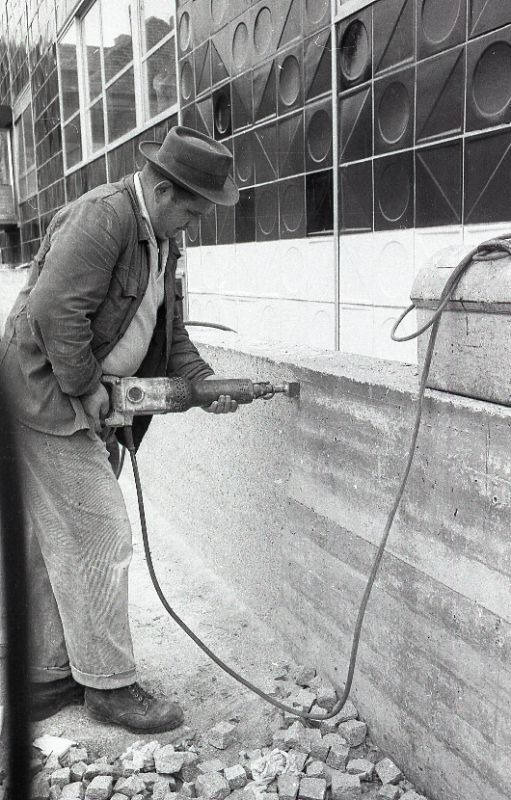
Oppervlaktebehandeling van beton met perslucht-bouchard, 1964, Stadthalle Göttingen

Inzetstukken worden tegenwoordig ook gebruikt in de mechanische steenbewerking, in zowel pneumatische als elektrische slaghamers. Ook betonoppervlakken kunnen hiermee worden bewerkt.

## Galerij

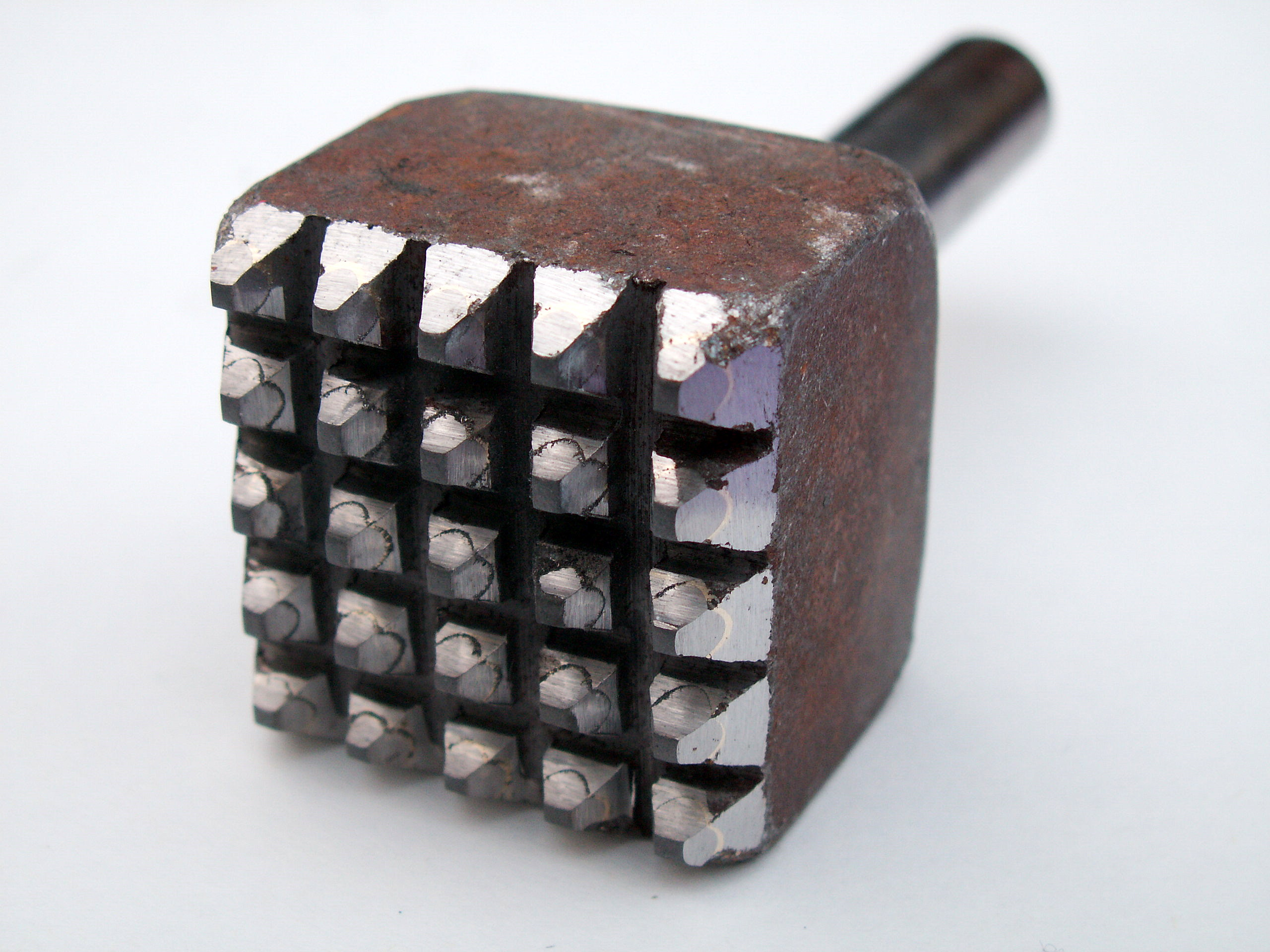
Een bouchardbeitel voor pneumatische hamers
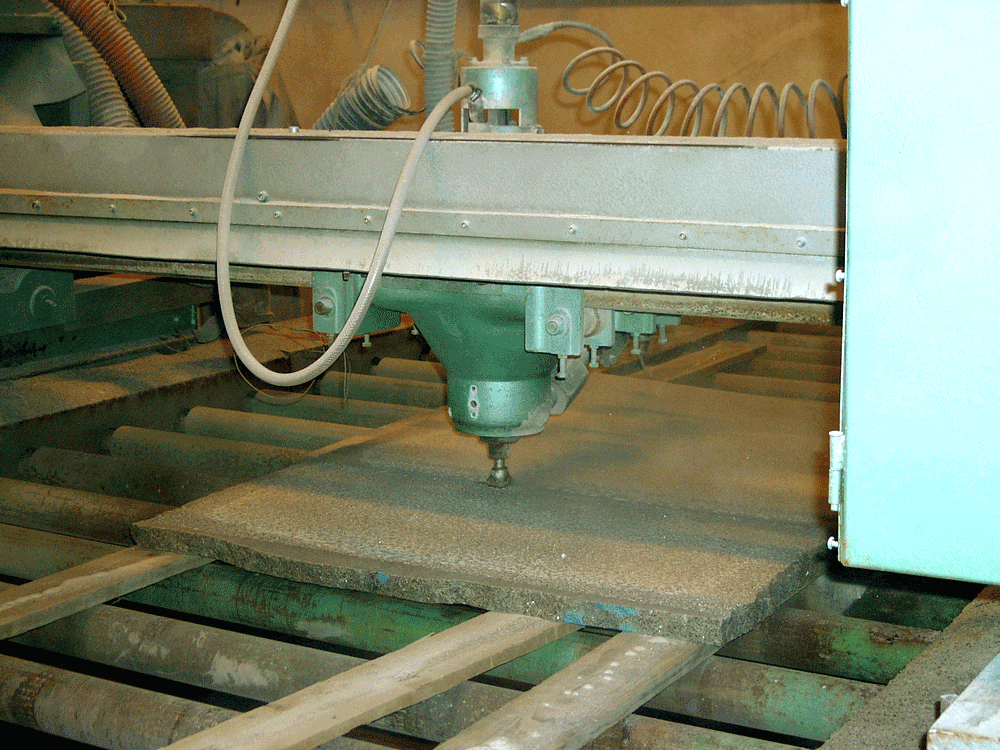
Bouchardeermachine
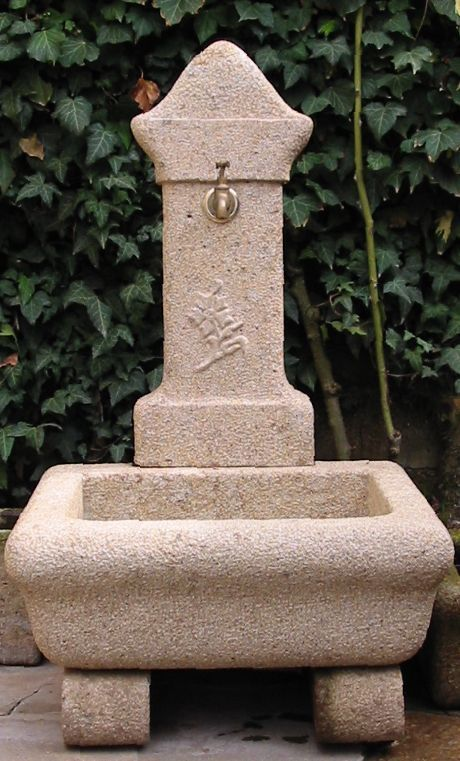
Fontein uit gebouchardeerde steen

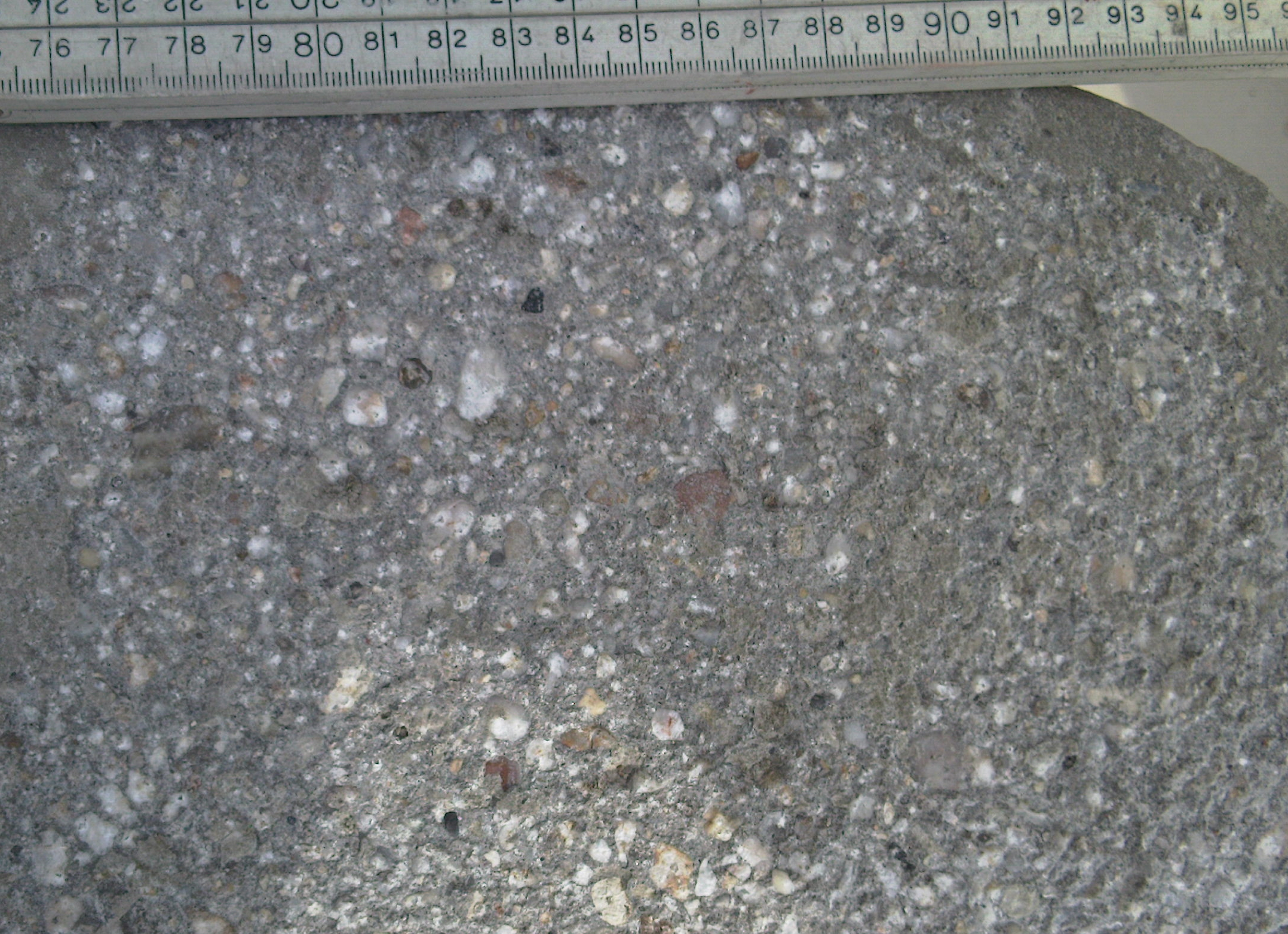
Gebouchardeerd beton
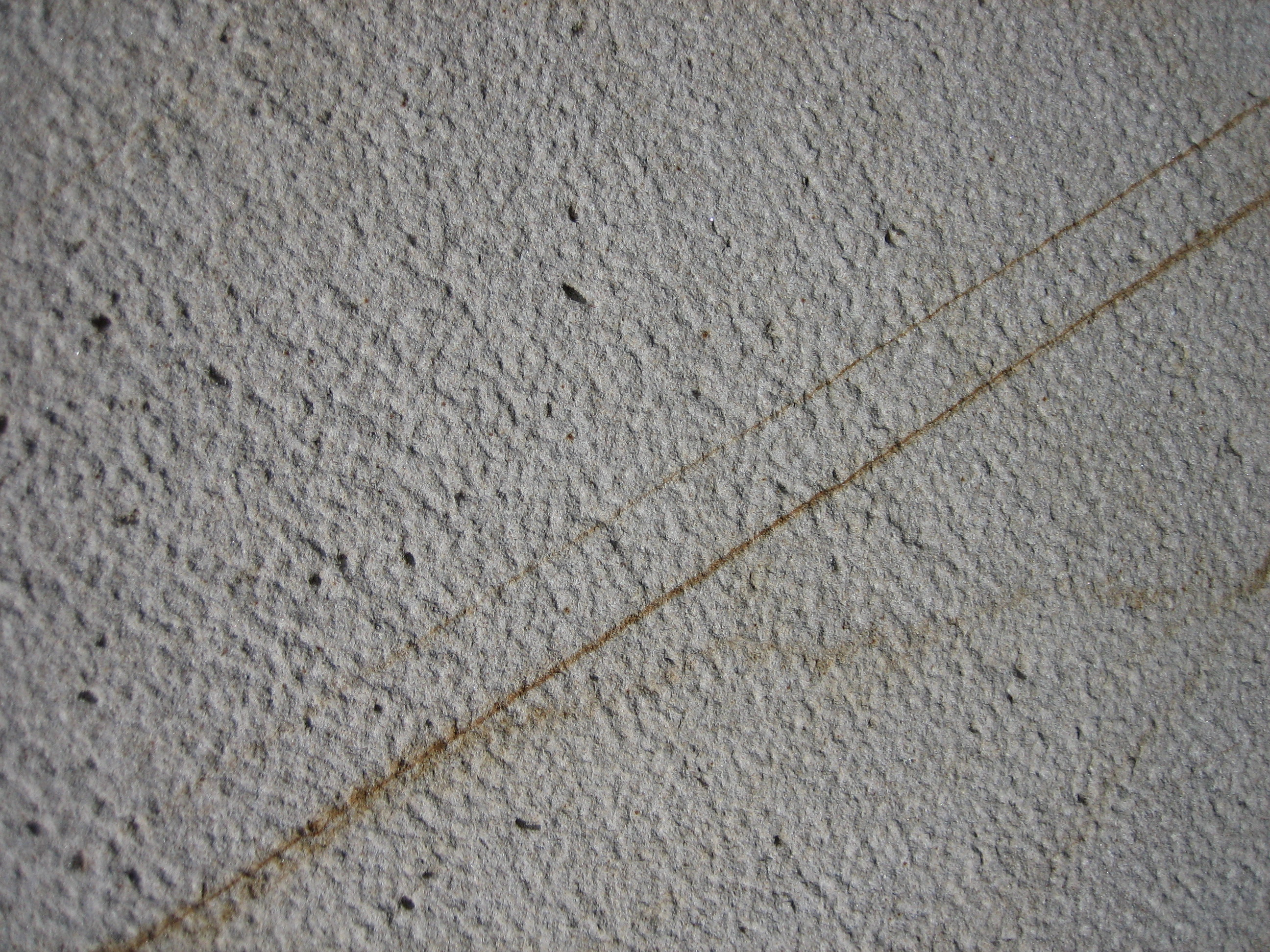
Gebouchardeerde zandsteen
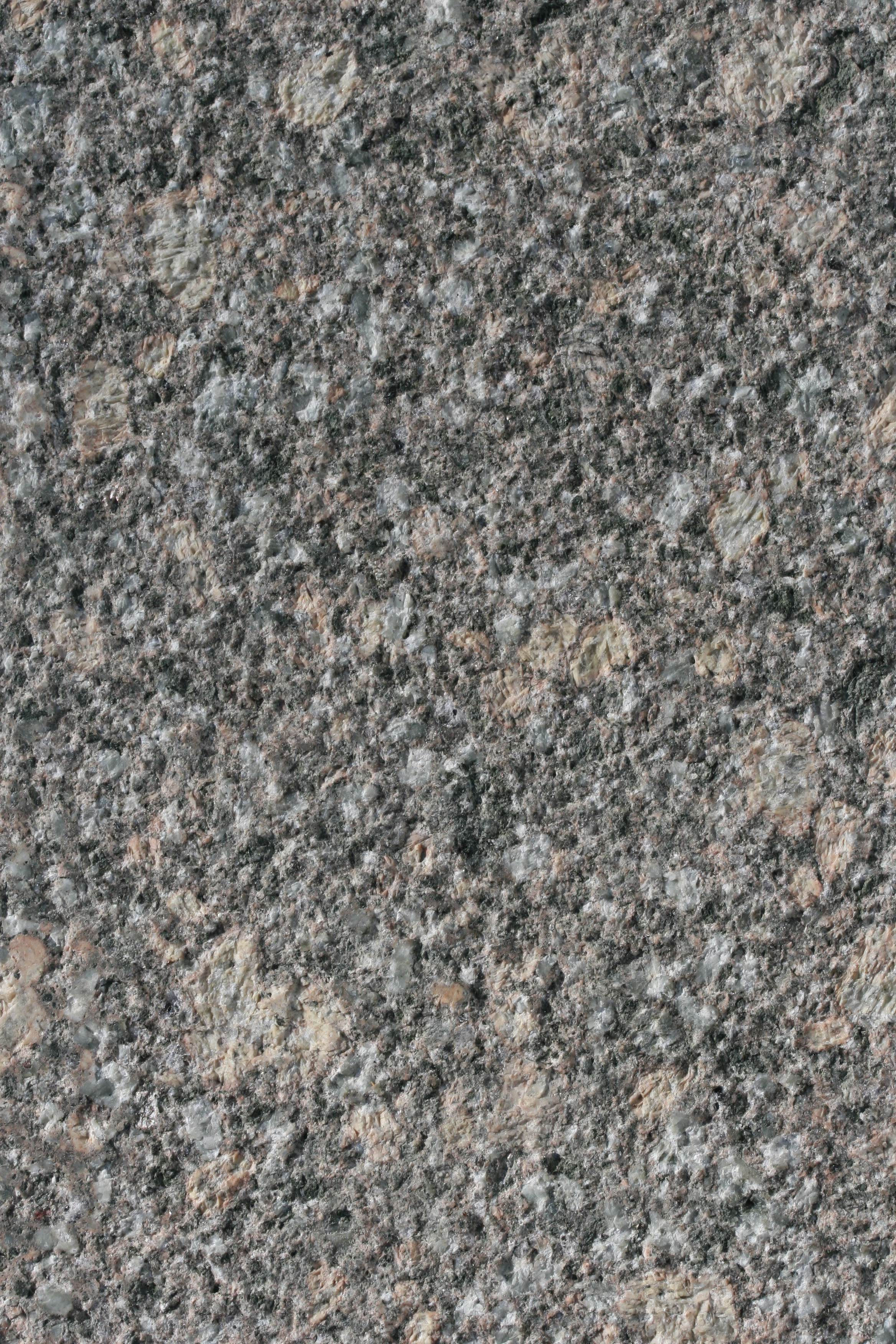
Gebouchardeerd granietporfier